# Bahnhof Neustadt (Waldnaab)
Der Bahnhof Neustadt (Waldnaab) ist eine Betriebsstelle der Bahnstrecke Weiden–Oberkotzau und der hier abzweigenden Bahnstrecke Neustadt (Waldnaab)–Eslarn auf dem Gebiet der Gemeinde Altenstadt im Landkreis Neustadt an der Waldnaab. Die Reiseverkehrsanlagen wurden im Dezember 2007 an der Bahnstrecke Neustadt (Waldnaab)–Eslarn näher an den namensgebenden Ort verschoben, an der Bahnstrecke Weiden–Oberkotzau bestehen seither keine Bahnsteige mehr.

## Geschichte

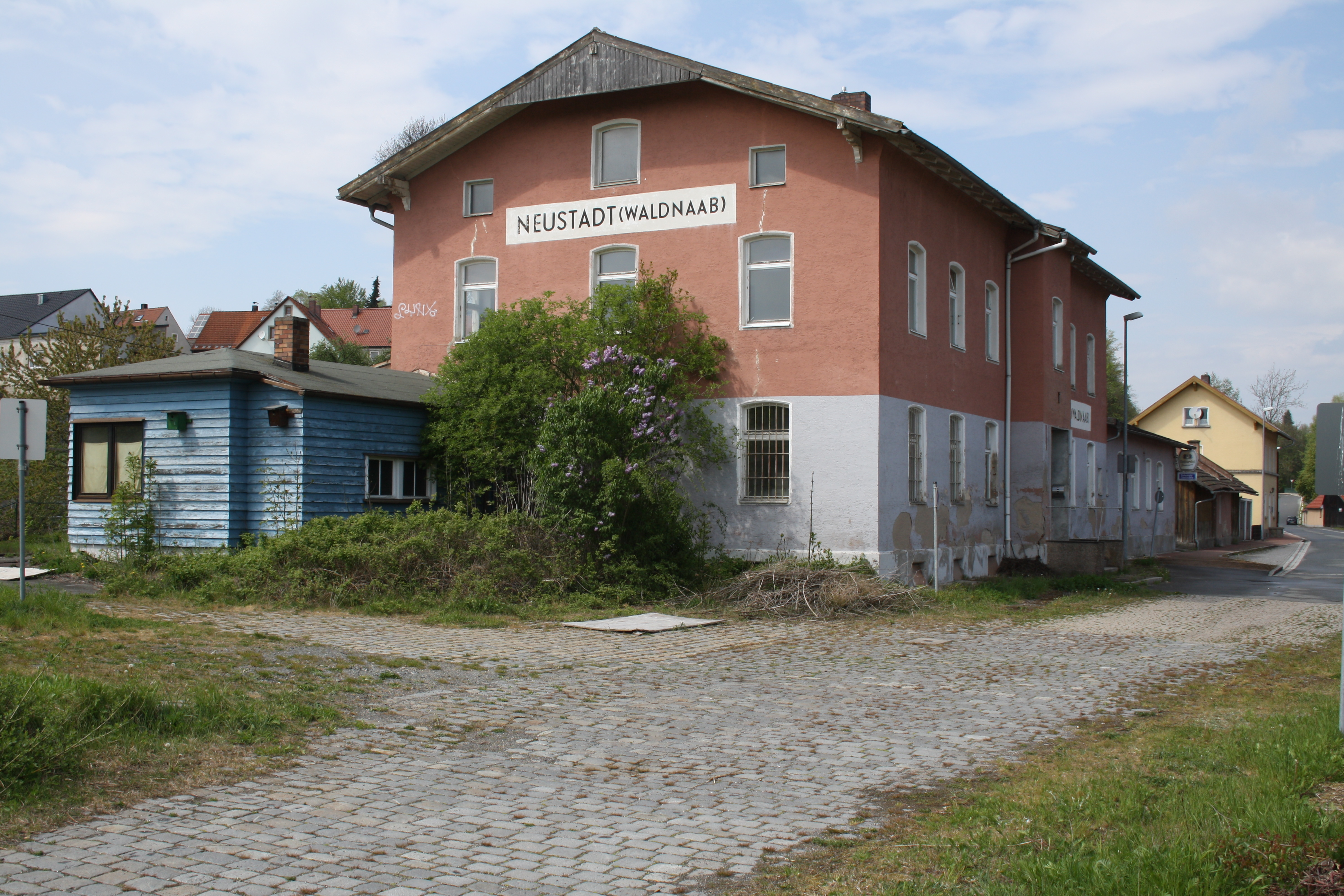
Empfangsgebäude, Straßenseite (2019)

Am 15. August 1864 wurde die Strecke Weiden–Wiesau, im Zuge der Strecke nach Eger, von der Actiengesellschaft der bayerischen Ostbahnen eröffnet. Der Bahnhof lag zwar in Altenstadt, doch lag die Stadtmitte von Neustadt auf der anderen Seite der Waldnaab dem Bahnhof näher.
Am 16. Oktober 1886 wurde die erste Teilstrecke der Lokalbahn nach Eslarn von der Königlich Bayerischen Staats-Eisenbahnen von Neustadt an der Waldnaab über Floß bis zum Bezirksamtssitz in Vohenstrauß eröffnet. Der Bahnhof wurde dadurch zu einem Keilbahnhof, um eine Trassenführung südlich der Stadt zu erreichen.
Der Bahnhof erstreckt sich fast genau in Nord-Süd-Richtung. Die Streckentrennung war im Süden des Bahnhofs. 1920 gab es in Neustadt, auf der Seite der Naabtalbahn, zwei Durchgangsgleise und ein Ausweichgleis, alle mit einer Nutzlänge von 620 m und mit einem Bahnsteig. Südlich des Empfangsgebäudes war noch ein Abstellgleis und das Freiladegleis. Auf der Nebenbahnseite im Osten gab es ein Hauptgleis, ein Ausweichgleis und zwei Abstellgleise. Der Bahnsteig war schon nördlich der Weichen in Höhe des Empfangsgebäudes, eigentlich eher auf dem Bahnhofsvorplatz gelegen.

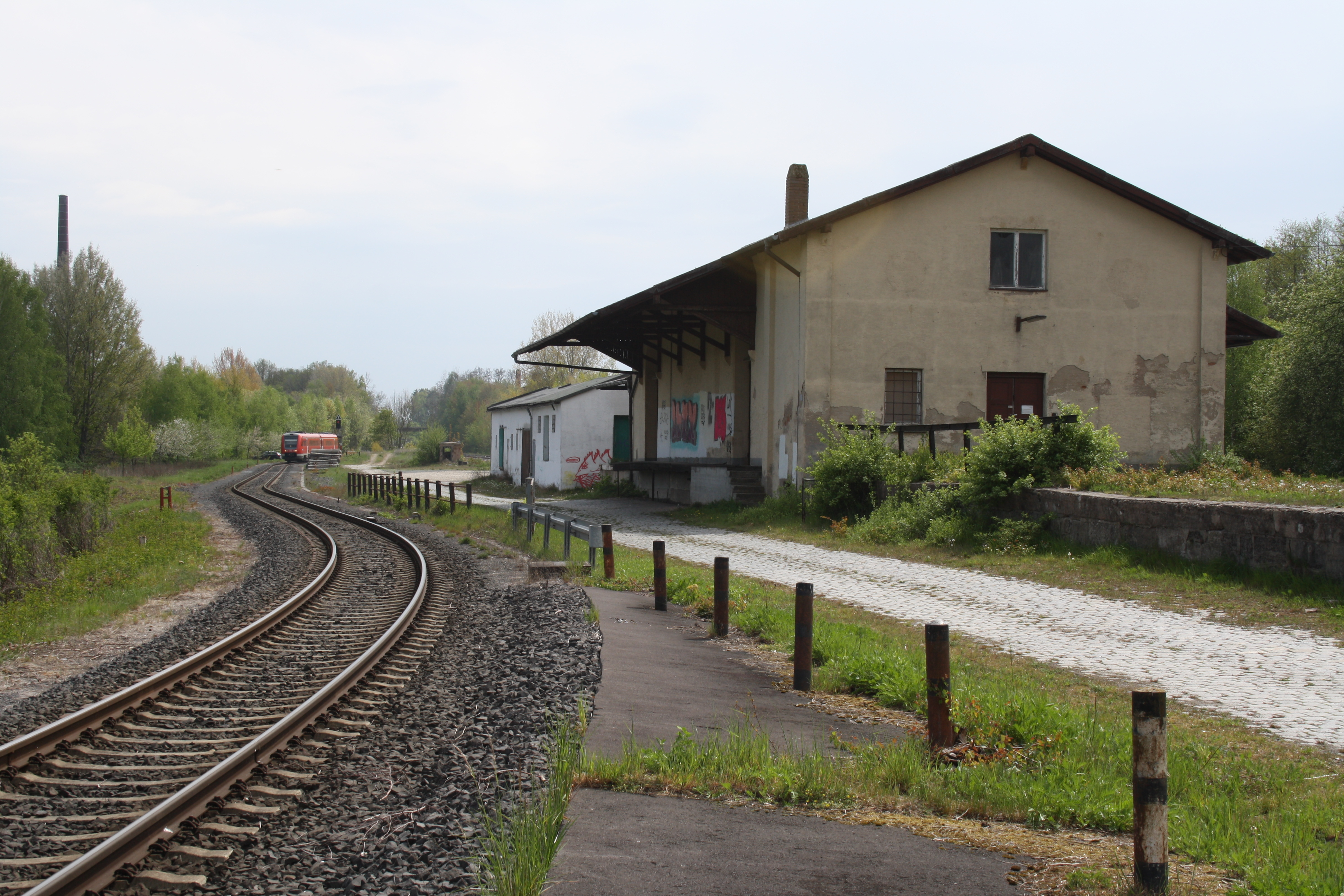
Gleis der Strecke nach Eslarn mit Torso des früheren Bahnsteiges (2019)

Am 29. Mai 1992 endete der Personenverkehr auf der Strecke nach Eslarn, der zuletzt nur noch bis Floß ging. Kurz darauf, am 28. Mai 1995, endete auch der Güterverkehr, nur noch ein Anschlussgleis einer Glaswarenfabrik im Stadtgebiet von Neustadt etwa einen Kilometer vom Bahnhof entfernt wurde bis zum 31. Dezember 2001 noch bedient.
Da der Bahnhof sowohl für Altenstadt wie Neustadt etwas abgelegen lag, wurde südlich des Bahnhofs der Haltepunkt Altenstadt am 9. Dezember 2007 eröffnet. Gleichzeitig wurde ein Stumpf der Strecke nach Eslarn mit der 1984/85 generalüberholten Brücke über die Waldnaab als Gleis 22 des Bahnhofs Neustadt reaktiviert und ein näher am Ortszentrum von Neustadt gelegener Bahnsteig gebaut. Er liegt etwa 200 m vor dem ehemaligen Haltepunkt St. Felix. Alle Gleise im alten Bahnhof Neustadt auf der Nebenbahnseite wurden zurückgebaut.
Die Nebengleise sind heute auch auf der Hauptbahnseite entfernt, das Empfangsgebäude und der Güterschuppen sind 2019 noch vorhanden.

## Neuer Bahnsteig in der Ortslage Neustadt

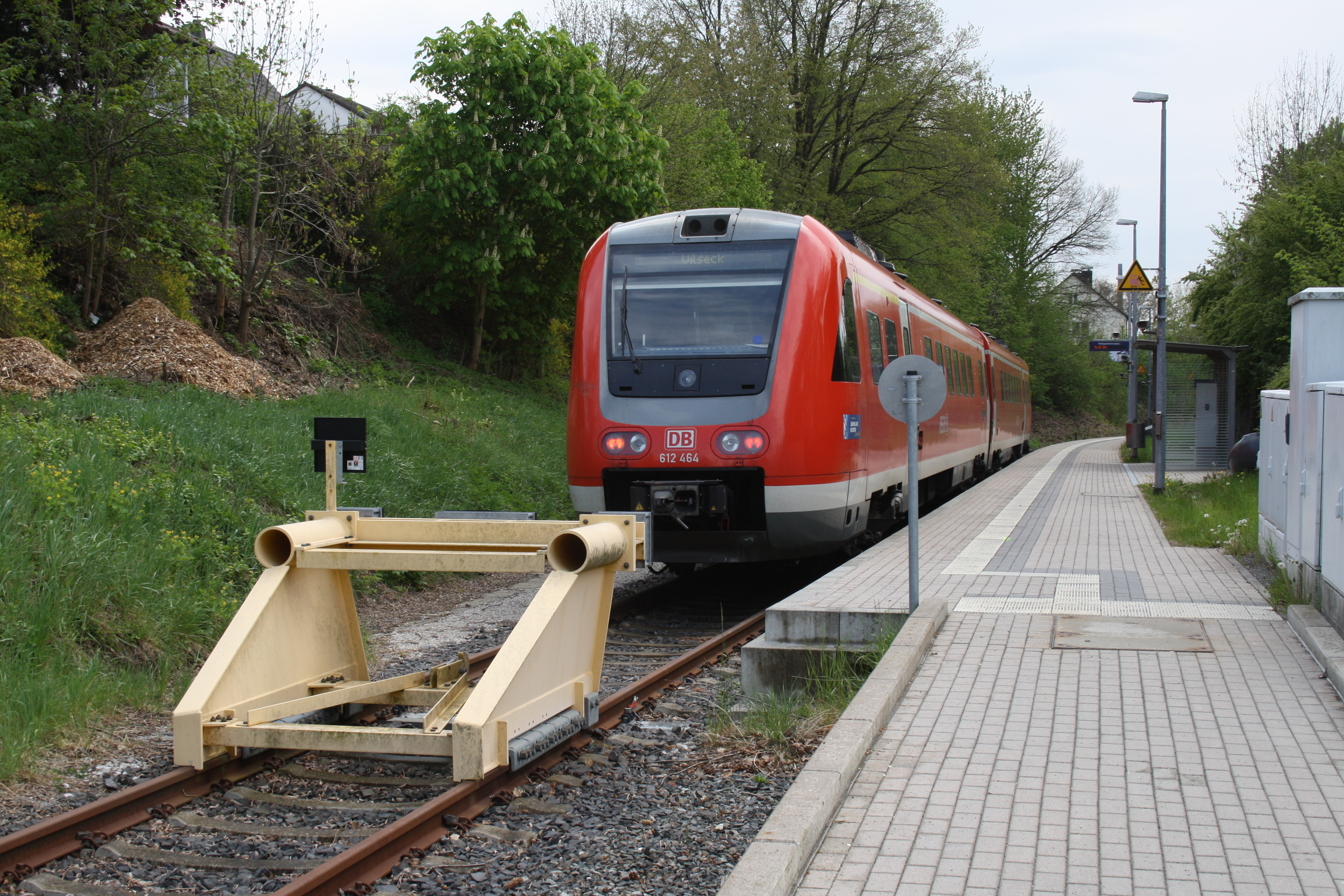
Neuer Bahnsteig an der Strecke nach Eslarn mit Reisezug der Baureihe 612

Etwa 200 m südlich des früheren Haltepunktes St. Felix an der Strecke nach Eslarn wurde am 9. Dezember 2007 eine neue Zugangsstelle für den Reiseverkehr eröffnet, die ein Bahnhofsteil des Bahnhofes Neustadt (Waldnaab) ist. Die bislang in Weiden endenden Regional-Express-Züge von Nürnberg Hbf verkehren seitdem bis dorthin und wenden dort. Der Bahnsteig hat eine Nutzlänge von 115 Metern und eine Systemhöhe von 550 Millimetern über Schienenoberkante.
| Linie                    | Linienweg                                                  | Takt (min)    | EVU      |
| ------------------------ | ---------------------------------------------------------- | ------------- | -------- |
| RE 41                    | Neustadt (Waldnaab) – Weiden (Oberpf) – Vilseck – Nürnberg | 60            | DB Regio |
| RB 23                    | Neustadt (Waldnaab) – Weiden (Oberpf) – Regensburg Hbf     | einzelne Züge | DLB      |
| Stand: 13. Dezember 2020 |                                                            |               |          |

Am Bahnsteig bestehen Übergänge zu den Überlandbuslinien nach Flossenbürg, Erbendorf und Windischeschenbach sowie zum Stadtzentrum von Neustadt.